# Jim Cutlass
Jim Cuttlass Charleston o Jim Cuttlass (Jim Cutlass o Une aventure de Jim Cutlass) es una serie de historietas francesa creada en 1981 por el guionista Jean-Michel Charlier y el dibujante Jean Giraud. En 1963, los mismos autores habían creado a El Teniente Blueberry. Tras la primera aventura, los guiones corresponderán a Jean Giraud, dibujándolos Christian Rossi.

## Argumento
En junio de 1859 el recién licenciado Teniente Jim Cuttlass viaja hacia Nueva Orleans para recoger la herencia de su tío Jonathan Swift, la plantación de Cyprus Lodge (Luisiana). En la ciudad descubre que ha de compartir las tierras con su prima Carolyn. El prometido de su prima, Don Clay, tiene otros planes sobre la herencia e intenta matar a Cuttlass, no sin antes conseguir que este renuncie por escrito a las tierras.
Cuttlass ha de huir, acusado de matar a Clay. Se incorpora a su guarnición Fort Sumter el 1 de marzo de 1861, dos semanas antes de que el fuerte sea atacado por los confederados en el primer acto de la Guerra de Secesión. Tras la guerra, Cuttlass intenta regresar por su herencia, encontrando un país devastado y el inconveniente de ser un yanqui enfrentado al Ku Klux Klan.

### Títulos publicados en España
1. Mississippi River (1979) (Charlier/Giraud)
2. El hombre de Nueva Orleans (1991) (Charlier, Giraud/Christian Rossi)
3. El aligátor blanco (1993) (Giraud/Rossi)
4. Tormenta en el Sur (1995) (Giraud/Rossi)

### Títulos publicados en Francia
1. Jusqu'au cou! (1997) (Giraud/Rossi)
2. Colts, Fantômes et Zombies (1998) (Giraud/Rossi)
3. Nuit Noire (1999) (Giraud/Rossi)

- Datos: Q3178773